# 소코로군

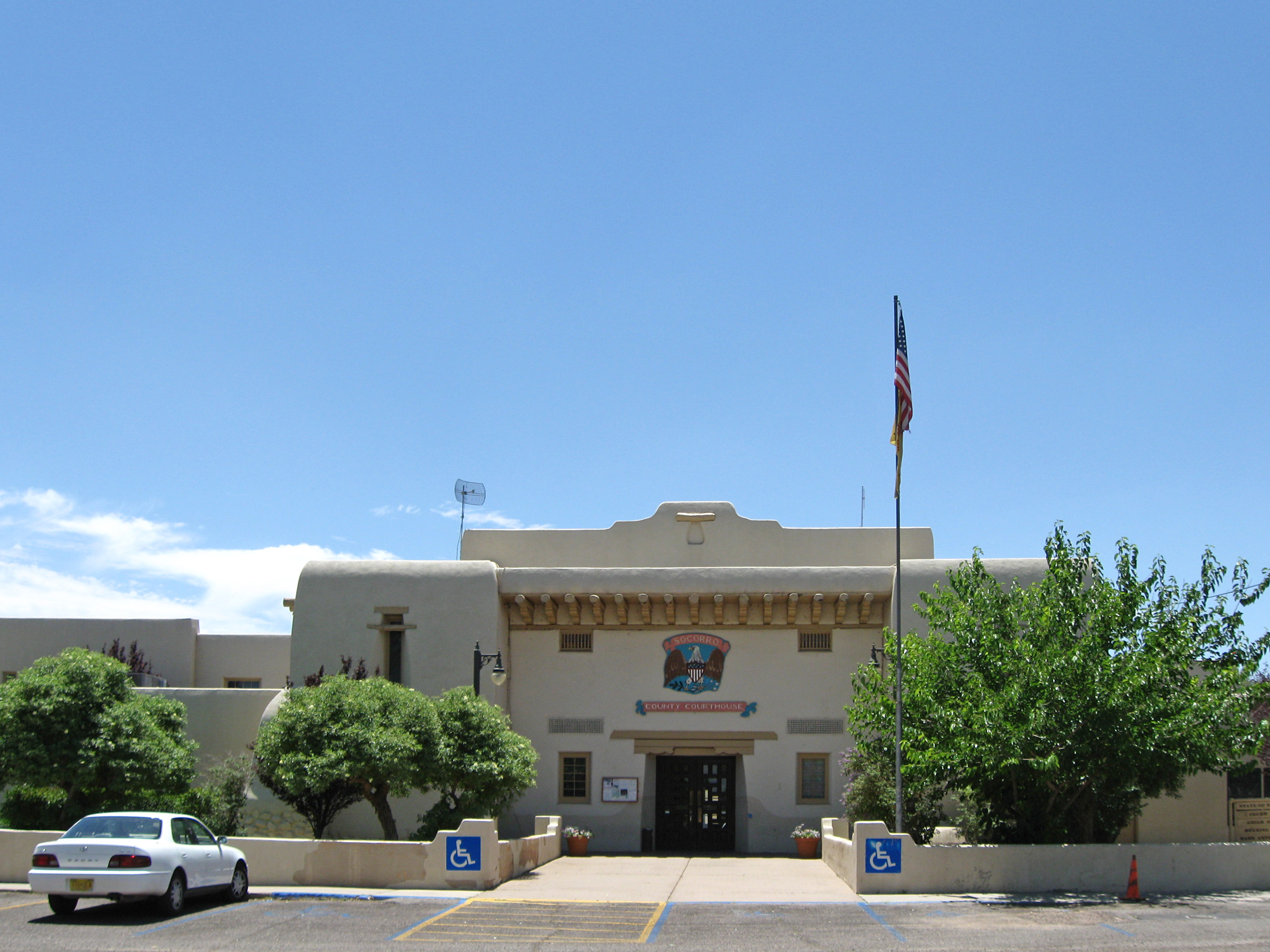

소코로군(Socorro County)은 미국 뉴멕시코주 서부에 있는 군이다. 2000년 현재, 인구는 18,078명이다. 군청 소재지는 소코로이다.

## 지리
총면적은 17,220 km2(6,649 mi²)이다. 이 중 육지 면적은 17,214 km2(6,646 mi²)이고, 수면적은 6 km2(2 mi²)로, 수면적이 소코로 군 면적의 0.03 %를 차지한다.

## 인구
| 인구조사                                                      | 인구   | Note  | %±     |
| ------------------------------------------------------------- | ------ | ----- | ------ |
| 1910년                                                        | 14,761 |       | —      |
| 1920년                                                        | 14,061 |       | −4.7%  |
| 1930년                                                        | 9,611  |       | −31.6% |
| 1940년                                                        | 11,422 |       | 18.8%  |
| 1950년                                                        | 9,670  |       | −15.3% |
| 1960년                                                        | 10,168 |       | 5.1%   |
| 1970년                                                        | 9,763  |       | −4.0%  |
| 1980년                                                        | 12,566 |       | 28.7%  |
| 1990년                                                        | 14,764 |       | 17.5%  |
| 2000년                                                        | 18,078 |       | 22.4%  |
| 2010년                                                        | 17,866 |       | −1.2%  |
| 2019 (추산)                                                   | 16,637 | [ 1 ] | −6.9%  |
| U.S. Decennial Census 1790-1960 1900–1990 1990-2000 2010-2016 |        |       |        |

## 인접하는 군
- 북서쪽: 시볼라 군
- 북쪽: 발렌시아 군
- 북동쪽: 토랜스 군
- 동쪽: 링컨군
- 남쪽: 시에라군
- 서쪽: 캐트론 군

## 같이 보기
- 뉴멕시코 광산공과대학교
- 장기선 간섭계